# 基輔雞
基辅鸡（羅馬化：kotleta po-kyivsky），又稱基輔炸鷄，是一道由雞柳製成的菜餚，人們將鸡柳捣碎并放在冷黄油上，然后放上鸡蛋和麵包屑，之後再油炸以及烘烤。虽然它的起源有争议，但这道菜在後蘇聯國家以及前東方集團中特别受欢迎。